# Herrieden
Herrieden is een gemeente in de Duitse deelstaat Beieren, gelegen in de Landkreis Ansbach. De stad telt 8.101 inwoners.

## Geografie
Herrieden heeft een oppervlakte van 81,71 km² en ligt in het zuiden van Duitsland.
Adelshofen ·
Arberg ·
Aurach ·
Bechhofen ·
Bruckberg ·
Buch a.Wald ·
Burgoberbach ·
Burk ·
Colmberg ·
Dentlein a.Forst ·
Diebach ·
Dietenhofen ·
Dinkelsbühl ·
Dombühl ·
Dürrwangen ·
Ehingen ·
Feuchtwangen ·
Flachslanden ·
Gebsattel ·
Gerolfingen ·
Geslau ·
Heilsbronn ·
Herrieden ·
Insingen ·
Langfurth ·
Lehrberg ·
Leutershausen ·
Lichtenau ·
Merkendorf ·
Mitteleschenbach ·
Mönchsroth ·
Neuendettelsau ·
Neusitz ·
Oberdachstetten ·
Ohrenbach ·
Ornbau ·
Petersaurach ·
Röckingen ·
Rothenburg ob der Tauber ·
Rügland ·
Sachsen b.Ansbach ·
Schillingsfürst ·
Schnelldorf ·
Schopfloch ·
Steinsfeld ·
Unterschwaningen ·
Wassertrüdingen ·
Weidenbach ·
Weihenzell ·
Weiltingen ·
Wettringen ·
Wieseth ·
Wilburgstetten ·
Windelsbach ·
Windsbach ·
Wittelshofen ·
Wolframs-Eschenbach ·
Wörnitz